# III. Sigebert frank király
III. (Szent) Sigebert (630/631 [630. október 9. és 631. január 19. között] – 656. február 1.) a Meroving-dinasztia első úgynevezett dologtalan királya (roi fainé-ant) 634-től nem volt személyes hatalma, helyette a palota majordomusa uralkodott.
Édesapja I. Dagobert ültette Austrasia trónjára. Eleinte Chunibert kölni püspök és Adalgisile herceg gyámkodott felette, majd Dagobert halála után Chunibert és Landeni Pipin, a palota majordomusa (†640), végül pedig Pipin fia, Grimoald, aki 642-től 643-ig a király haláláig volt háznagy.
A 640-es évek elején, amikor egy bizonyos Otto volt az udvar háznagya, Thüringia kivívta függetlenségét Austrasiától. Sigebert halála után gyermekkorú fiát, II. Dagobertet Grimoald egy írországi kolostorba záratta, és egy rövid időre Childebertet ültette a trónra (akit korábban az akkor még gyermektelen Sigebert örökbe fogadott).